# ヴィルフランシュ＝ド＝ルエルグ
ヴィルフランシュ＝ド＝ルエルグ （フランス語:Villefranche-de-Rouergue、オック語:Vilafranca de Roergue）は、フランス、オクシタニー地域圏、アヴェロン県のコミューン。

## 地理
アヴェロン川の谷に位置する。
銅、鉛、鉄、錫、銀が採掘される。リン酸塩や石も採掘される。
アヴェロン県内でも温暖な気候である。ロデーズやミヨーより年間平均気温が2℃高い。
| 月                               | 1月  | 2月  | 3月  | 4月  | 5月  | 6月  | 7月  | 8月  | 9月  | 10月 | 11月 | 12月 |
| -------------------------------- | ---- | ---- | ---- | ---- | ---- | ---- | ---- | ---- | ---- | ---- | ---- | ---- |
| 月平均最低気温 (°C)              | 2    | 2    | 4    | 6    | 11   | 14   | 16   | 16   | 12   | 10   | 5    | 3    |
| 月平均最高気温 (°C)              | 10   | 11   | 16   | 18   | 22   | 26   | 28   | 29   | 24   | 20   | 13   | 10   |
| 降雨量 (平均最高降雨)            | 58,0 | 38,2 | 38,5 | 64,2 | 70,2 | 51,0 | 30,4 | 45,3 | 69,9 | 61,8 | 60,5 | 61,8 |
| Source: MSN Météo (Villefranche) |      |      |      |      |      |      |      |      |      |      |      |      |

## 歴史

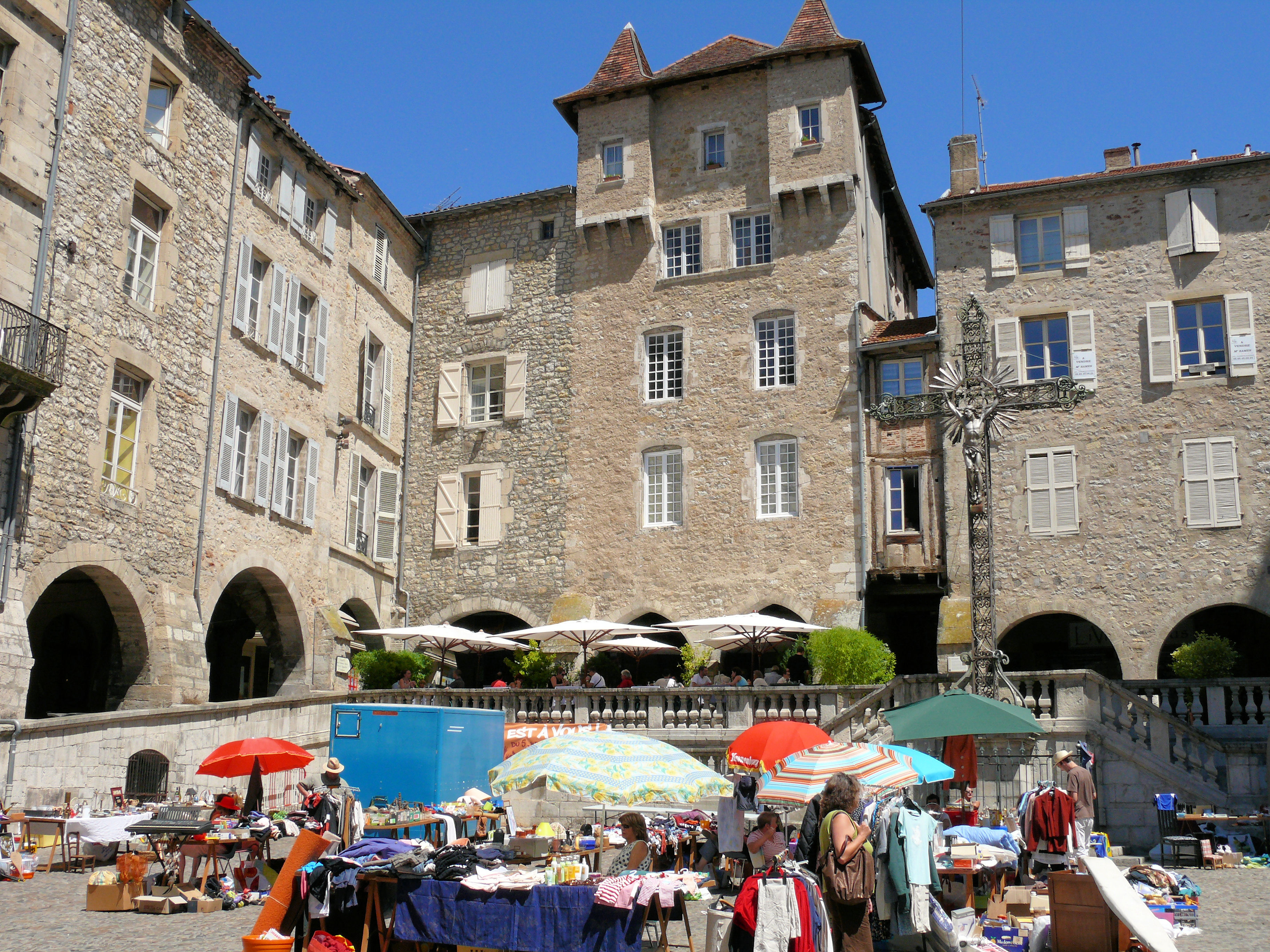
アーケードに囲まれたノートルダム広場

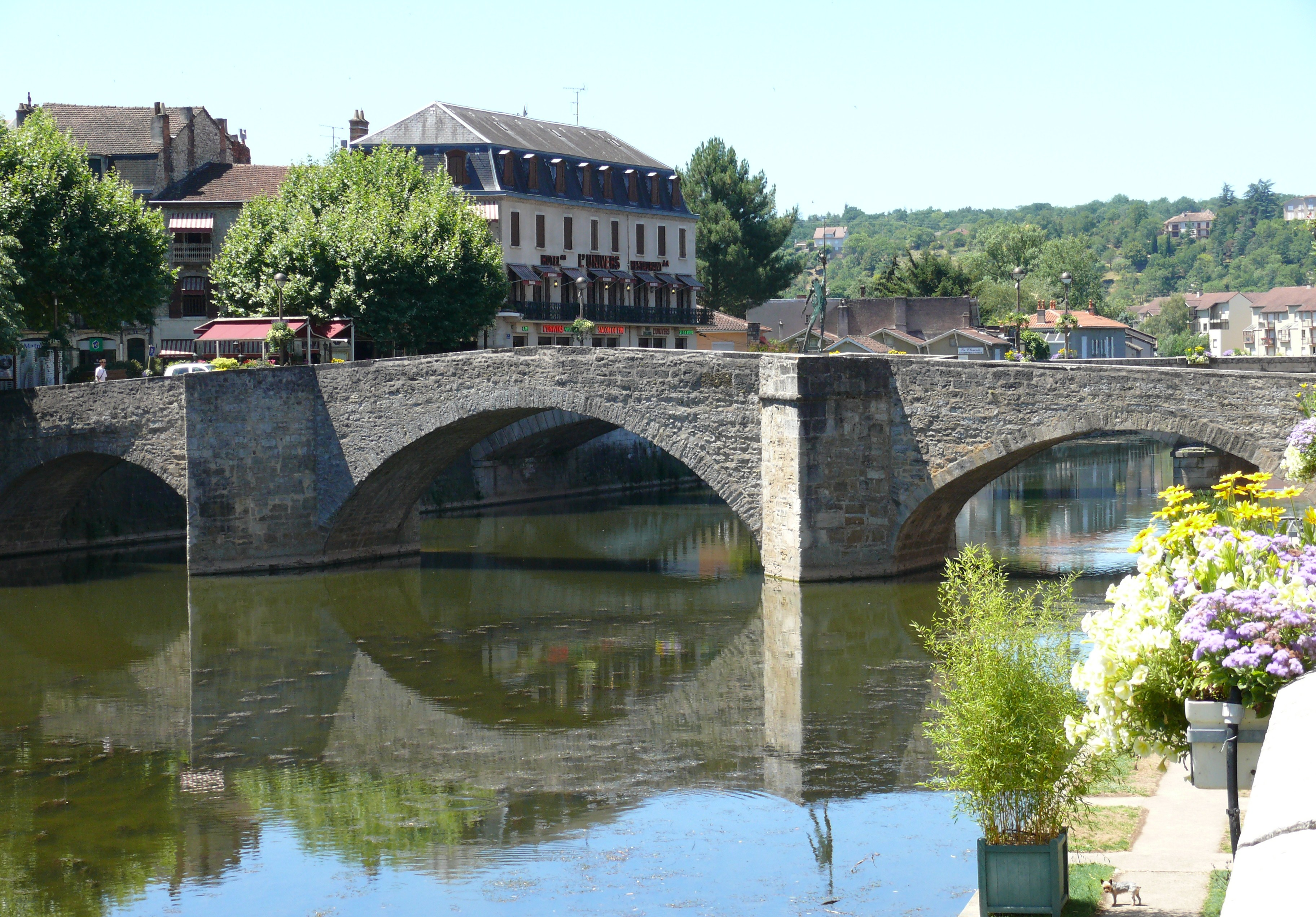
コンシュル橋

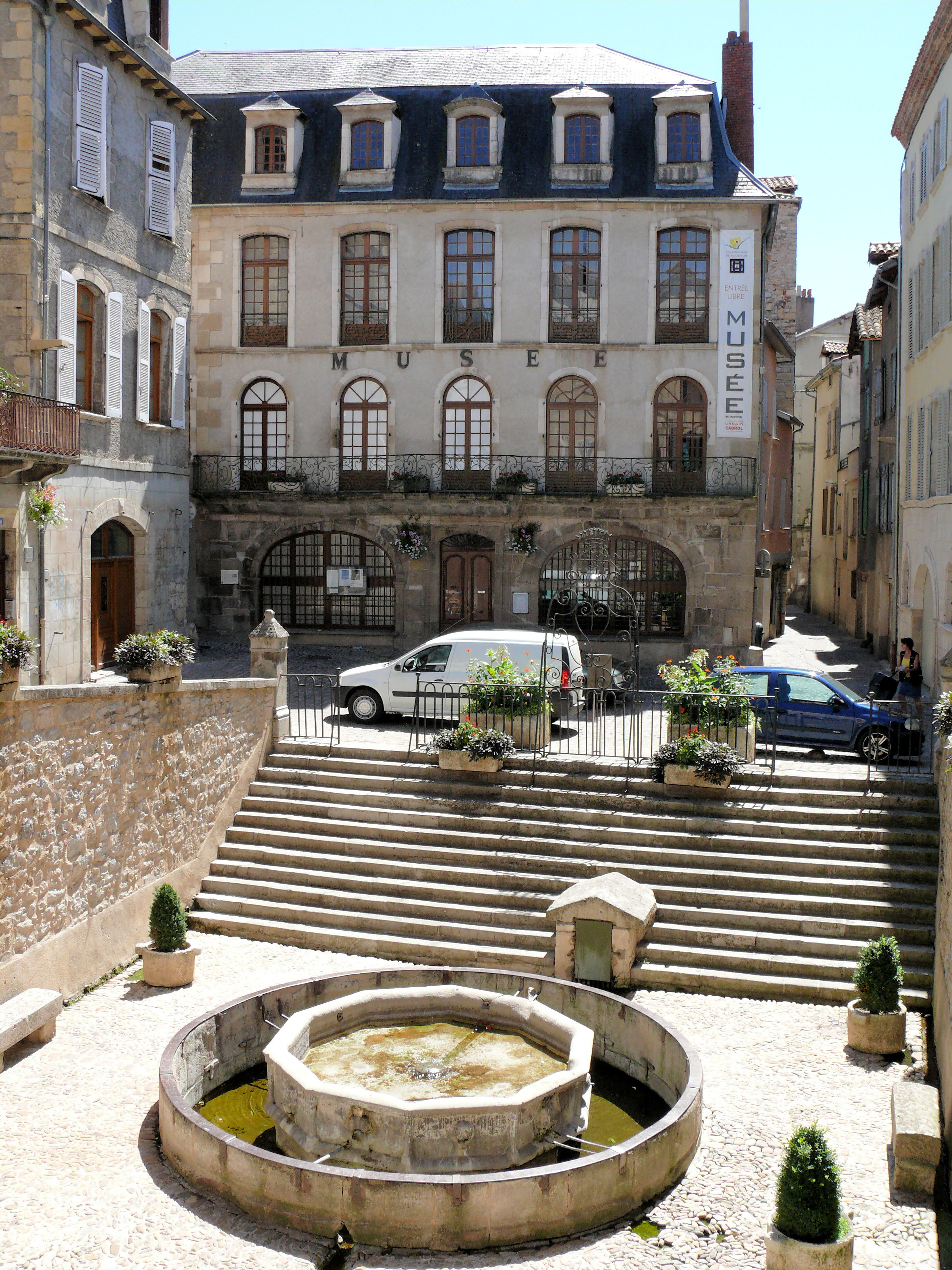
プラース・ド・ラ・フォンテーヌ

ヴィルフランシュの町は、1099年にトゥールーズ伯レーモン4世によってアヴェロン川左岸に建設された。新しい町には教会がなく、住民はサン・カルピル教会のミサに出向くしかなかった。この頃、町の発展は重要視されていなかった。
ルイ9世の王弟アルフォンス王子と、トゥールーズ女伯ジャンヌの結婚によりカペー朝の権力がトゥールーズ伯領に及ぶようになると、ルエルグ地方（アンシャン・レジーム期の地方区分）の行政上中心地で代官が駐在するナジャックはあまりにもトゥールーズ家に忠実であると判明した。
アルフォンス王子はネジャックから数マイル離れた場所に新しい町を建設し、古いつながりを打破し、政治中心地を移すことに決めた。1252年に王子は機能をアヴェロン川左岸の、右岸のように発展していないヴィルフランシュに移した。町が発展するよう、税控除の特権が与えられた。
代官ジャン・デザルシは古代ローマの都市計画にのっとって、碁盤の目状に新しい都市を設計した。中央広場の四方の通りを直角に交差させ城壁で覆うという、非常に特徴的なバスティード（fr）では、今日も毎週市場が開催されているように、商業活動の特権が与えられていた。最初の基礎が失敗していた教会建物も刷新された。
1256年、ルイ9世とアルフォンス王子によって憲章が付与された。これは商取引を規制や、都市の役割を確認するものだった。裕福な商人や貴族が定住するようになった。
1290年、コルドリエ修道会の修道院が記載された。これはフランス革命時代に破壊された。
コンシュル橋（旧橋）が建設された。1321年、200リーブルで石橋を架けるという証書がコミューンの公文書に残っている。いくつかの証拠から、実際に建設されたのは1331年であるとわかっている。
1348年から1349年にかけての黒死病流行で、患者を看護するためサン・マルティアル病院が神学校の隣に建てられた。およそ3000人が犠牲となり、神学校や壁の建設が中断された。
1455年、サン・ジャック教会が建てられた。ヴィルフランシュは、ル・ピュイ＝アン＝ヴレへ向かうサンティアゴの巡礼路の宿場町であった。巡礼者のための病院も建てられた。
1628年、黒死病で人口の1/3が失われた。
1775年、大地震でヴィルフランシュの600軒の住宅が壊れた。ヴィルフランシュの繁栄が頂点に達したのは、新設されたオート＝ガロンヌ州の州都になった1779年である（1790年廃止）。革命後、県都機能はロデーズに移された。

### クロアチア人反乱
1943年9月17日早朝、ナチス・ドイツに占領されていたヴィルフランシュはその勝利の日を迎えた。この日、多数がボシュニャク人やカトリックのクロアチア人で占められていた第13SS武装山岳師団の第13大隊は、ドイツの司令部に対して反乱を起こした。ドイツ人将校たちを殺害し武器を奪った後、武装勢力はヴィルフランシュの実効支配を奪い、わずか一日でヴィルフランシュはドイツの占領から解放された。
しかし、ドイツ司令部は迅速に反撃を開始し、近隣から大きな援軍が派遣された。充実した装備と数で圧倒した血生臭い市街戦の後、ドイツ軍はヴィルフランシュを奪還した。生存者は即座にドイツ当局によって死刑判決を受け、『クロアチア人犠牲者の広場』と呼ばれる場所に埋葬された。若者の英雄的な行為は悲劇に終わったが、BBCのラジオ・ロンドンは、ナチス・ドイツ占領下にある西ヨーロッパの町から町へと、解放を勝ち取ったに値するヴィルフランシュ＝ド＝ルエルグを伝え広めた。反乱の指導者と疑われたのは、イスラム教徒のフェリド・ドジャニッチ（Ferid Džanić）、カトリック教徒のエドゥアルド・マトゥチノヴィッチ（Eduard Matutinović）、ニコラ・ヴケリッチ（Nikola Vukelić）、ボジョ・イェリネク（Božo Jelinek）であった。イェリネクとマトゥチノヴィッチがマキの信頼を勝ち取る一方で、ドジャニッチとヴケリッチはドイツ軍との戦闘で死亡した。イェリネクはレジオンドヌール勲章を授けられた。事件の記憶をとどめようと、戦後にヴィルフランシュ＝ド＝ルエルグの通りはアヴェニュー・デ・クロアート（Avenue des Croates）と改名された。

## 姉妹都市
- サルザナ、イタリア
- プーラ (クロアチア)、クロアチア